# Hindmarsh (Australie-Méridionale)
Pour les articles homonymes, voir Hindmarsh.
Hindmarsh est une banlieue intérieure d'Adélaïde, en Australie-Méridionale. Elle se situe dans la zone d'administration locale de Ville de Charles Sturt.
La banlieue est située entre South Road (en) à l'ouest et la banlieue North Adelaide. Le fleuve Torrens forme sa limite sud et les lignes de chemin de fer Grange et Outer Harbour forment sa limite nord-est.

## Histoire
La banlieue est nommée selon le premier gouverneur d'Australie-Méridionale, John Hindmarsh. Il est le premier propriétaire de la section 353 dans la subdivision Hundred of Yatala (en) et est parmi les premiers à choisir une « section de campagne » à laquelle lui et d'autres investisseurs en Australie-Méridionale ont droit, du fait de l'achat de commandes de terres avant la colonisation. Lui et Arthur Fydell Lindsay (en) subdivisent les terres en juin 1838 et sont responsables de leur aménagement en tant que première ville privée de la colonie d'Australie-Méridionale. Au cours de ce processus, selon l'historien sud-australien Geoff Manning (en), le gouverneur « acquit une réputation douteuse en interdisant le squat dans les Parklands, forçant ainsi les gens à acquérir des terres dans le lotissement ».

## Démographie
Le recensement de 2021 effectué par le Bureau australien des statistiques dénombre 232 personnes à Hindmarsh. Parmi celles-ci, 57,6 % sont des hommes et 42,4 % sont des femmes.
La majorité des résidents (62,5 %) sont d'origine australienne, les autres réponses courantes au recensement étant la Chine (5,2 %), la Thaïlande (3,3 %), l'Angleterre (2,6 %), l'Inde (2,2 %) et la Nouvelle-Zélande (1,7 %). En outre, les personnes d'origine aborigène et/ou insulaire du détroit de Torres représentent 2,2 % de la population de la banlieue.
Le taux de sans emploi est 10,2 %.

## Installations et attractions

### The Gov
L'hôtel Governor Hindmarsh, plus connu sous le nom de The Gov sur Port Road est ouvert en 1848. Il subit des rénovations en 1988, mais tombe en ruine lorsque les nouveaux propriétaires, les Tonkins, le reprennent en 1993. Le The Gov est devenu un lieu de musique live majeur et populaire, avec cinq espaces de représentation distincts et présentant un large éventail de genres musicaux. Il attire des artistes tels que Billy Bragg, Vika and Linda (en), Paul Kelly et The Whitlams (en), ainsi que des musiciens moins connus, les concerts annuels des écoles locales et les séances hebdomadaires de scène ouverte dans le bar de devant,. Le lieu a remporté un certain nombre de récompenses, comme les prix AHA (SA) et National AHA pour le meilleur lieu de musique live en 2017. Il est décrit comme « la Mecque pour la musique live ». Ses espaces scéniques sont également utilisés par l'Adelaide Fringe chaque année.

### Adelaide Entertainment Centre

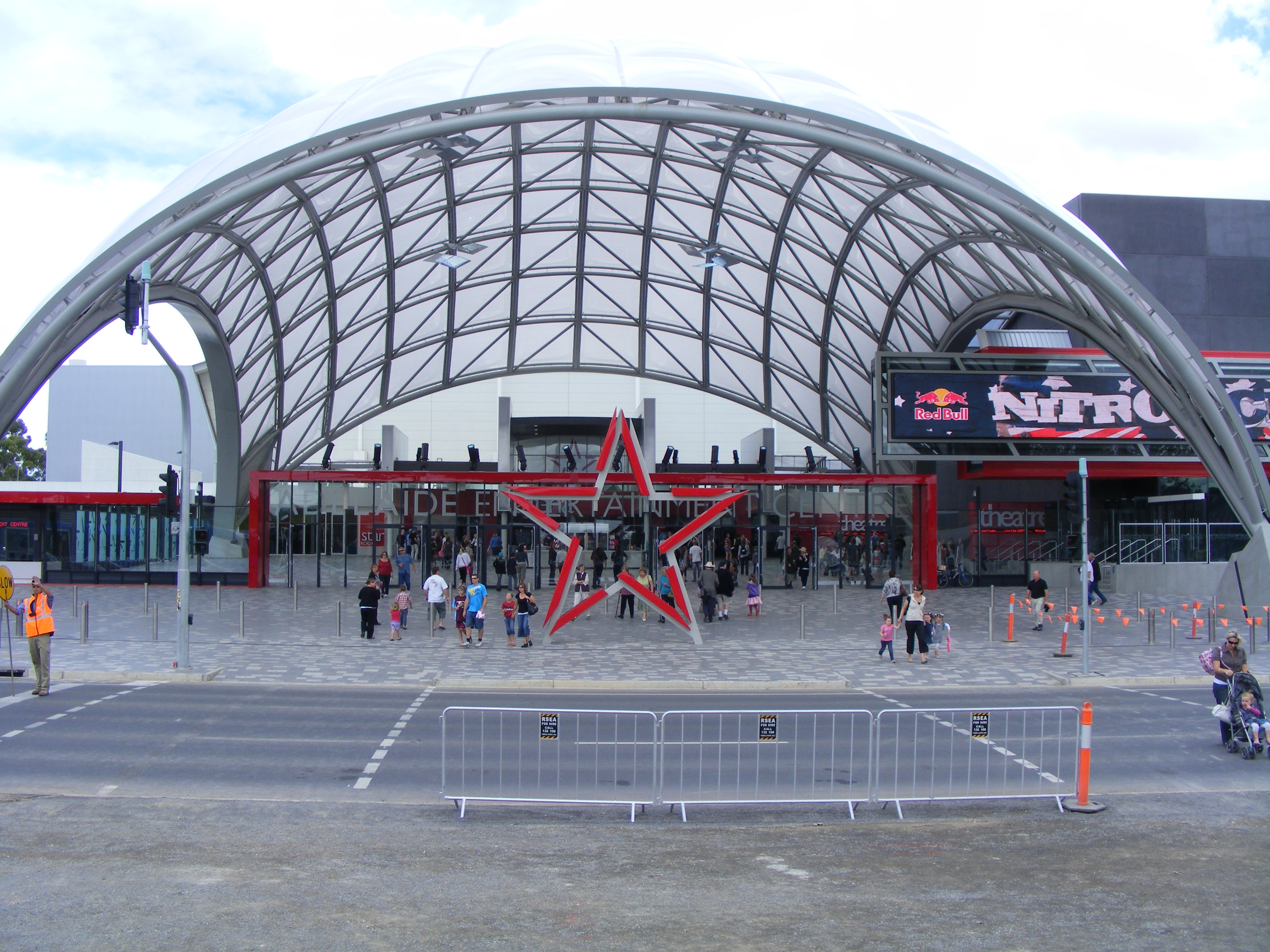
Entrée de l'.

L'Adelaide Entertainment Centre (en) est une salle de spectacles pouvant accueillir jusqu'à 11 300 personnes.

### Autres sites
- Le stade Hindmarsh, domicile du club de football Adelaide United.
- Le studio d'Adélaïde de Seven Network

## Bâtiments inscrits au patrimoine

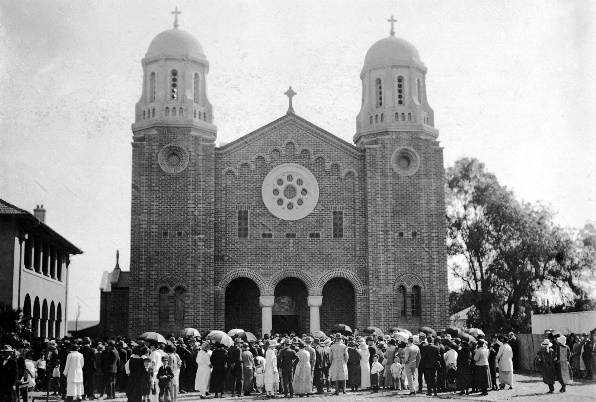
L'église Sacred Heart Church.

- L'hôtel de ville de Hindmarsh (1936), conçu par Christopher Arthur Smith[10], inscrit sur le registre du patrimoine de l'Australie du Sud (en) le 23 novembre 1989[11].
- Sacred Heart Church, située sur Port Road, a été conçue dans le style néo-roman par l'architecte d'Adélaïde Herbert Jory de Woods, Bagot, Jory & Laybourne Smith[12] et ouverte en novembre 1924 sous le nom de St Saviour's Church[13],[14]. L'église est rebaptisée et consacrée Sacred Heart Church en 1950. C'est une église des Missionnaires du Sacré-Cœur de Jésus[15],[16]. L'église et son prieuré sont inscrits au patrimoine local par le conseil municipal le 12 septembre 2017[17],[18].